# Malaccamax
Malaccamax je velikostni razred transportnih ladij, ki še lahko prečkajo 
Malaško ožino v Indoneziji (Azija). Globina ožine je 25 metrov. Ladje s tako velikim ugrezom so po navadi supertankerji (VLLC in ULCC) in velike ladje za razsuti tovor (VLOC)
Tipični Malaccamax tanker tanker ima največjo dolžino do 333 metrov, širino 60 metrov, ugrez 20,5 metrov in nosilnost 300 000 ton.
Ladje post-Malaccamax bi morale uporabiti druge, daljše poti. Obstaja sicer tudi možnost poglobitve ožine.
Podobne kategorije so Panamax, Suezmax in Seawaymax.